# Melegatti
La Melegatti 1894 S.p.A. è un'azienda dolciaria italiana con sede a San Giovanni Lupatoto, in Provincia di Verona, specializzata nella produzione di pandoro (dolce ideato dal fondatore stesso dell'azienda Domenico Melegatti), colombe pasquali, torte e croissant.

## Storia

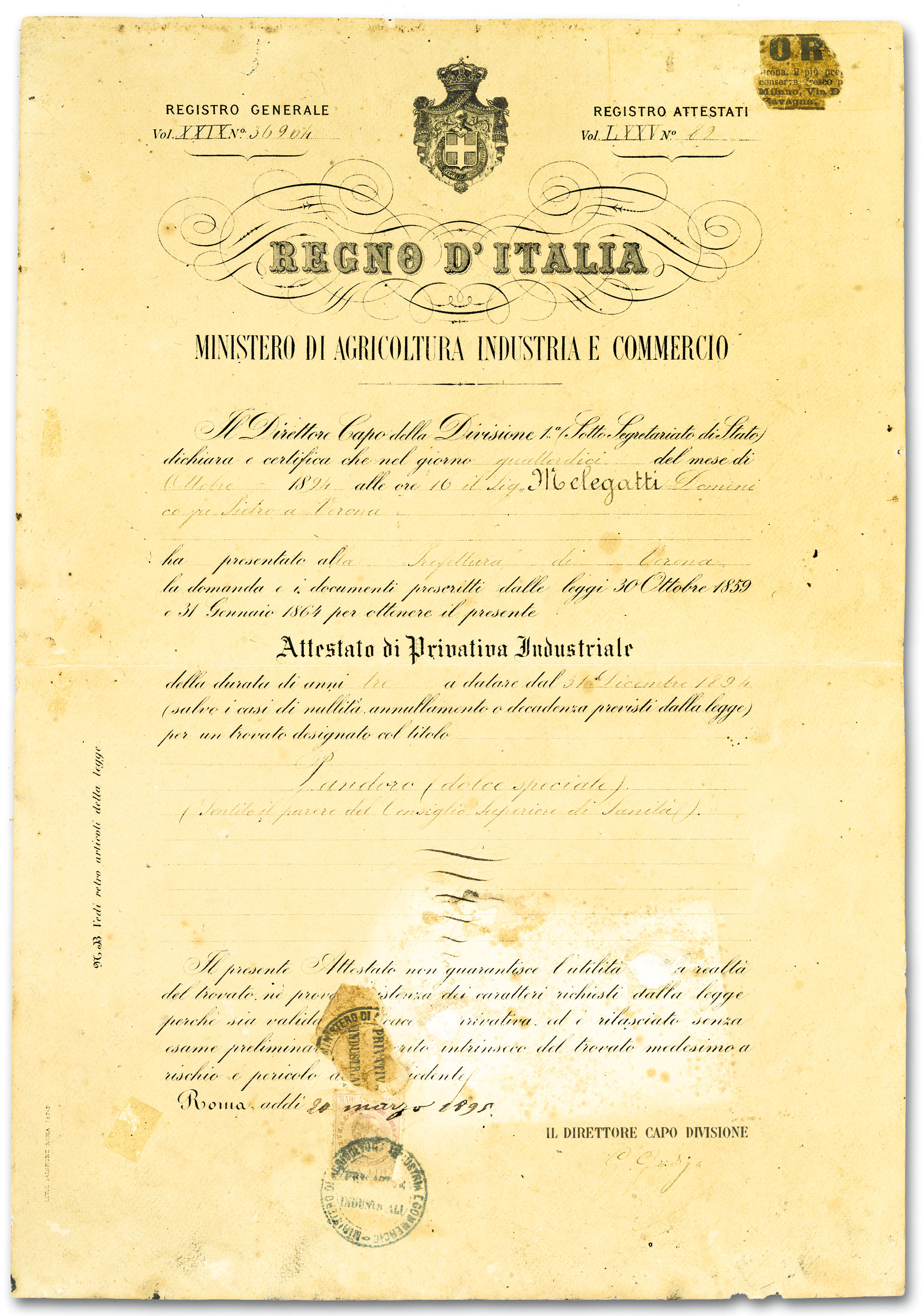
Brevetto invenzione Pandoro Melegatti

L'azienda venne fondata nel 1894 a Verona dal pasticcere Domenico Melegatti, presso un'antica pasticceria che aveva sede in Corso Porta Borsari, 21.
Tra i prodotti facenti parte del catalogo di Melegatti, il pandoro è probabilmente quello che maggiormente identifica l'azienda veronese, oltre a essere stata la prima creazione di Melegatti, che ne inventò nome, forma e ricetta.
Il 14 ottobre 1894 il Ministero dell'agricoltura, dell'industria e del commercio assegnò a Domenico Melegatti l'attestato di Privativa che riconosceva il brevetto per la produzione del pandoro che, anche negli anni a venire, rimarrà uno dei prodotti di punta dell'azienda veronese. Il brevetto del pandoro venne infatti dal Ministero dell'Agricoltura e Commercio per averne inventato il nome, la forma e la ricetta.
Nel 1904 l'azienda ottenne un altro attestato di Privativa Industriale per l'invenzione del Pan Reale.
Alla morte di Domenico Melegatti nel 1914 ereditò tutto una nipote, Irma Barbieri, sposata con Virgilio Turco, uno stretto collaboratore di Melegatti, il quale gestiva il negozio aperto a Milano in corso Vittorio Emanuele. Alla morte di Virgilio Turco e Irma Barbieri l'azienda passò ai figli Antonio, Giuseppe, Carolina, sposata con Ronca, e Lorenza Turco (poi uscita dall'azienda). Per questo oltre alla Famiglia Turco, nell'azionariato Melegatti entrò anche la famiglia Ronca. Da allora le due famiglie, con il 50% ciascuno di proprietà, avranno strategie diverse.
Negli anni l'azienda crebbe e dopo la fine della Seconda guerra mondiale la "Casa del Pandoro Melegatti" diventò una Società a responsabilità limitata. Nel 1951 venne aperto il primo stabilimento industriale a produzione automatizzata, in via Raggio di Sole. Lo sviluppo dell'azienda procedette anche negli anni sessanta, in particolare con la diffusione dei prodotti Melegatti non solo nei negozi di pasticceria, ma anche nei supermercati che cominciavano ad aprire sul territorio nazionale.
Nel 1983 viene inaugurato un nuovo stabilimento a San Giovanni Lupatoto.
Nel 2016 la società, presieduta da Emanuela Perazzoli dopo la scomparsa di Salvatore Ronca, entrò in una crisi economica dovuta a vari fattori, tra i quali: la forte concorrenza da parte della nota azienda, anch'essa veronese, Bauli, e l'investimento molto oneroso per l'apertura di un nuovo stabilimento a San Martino Buon Albergo, vicino a Verona, che avrebbe dovuto consentire di rendere l'attività industriale della società meno stagionale attraverso la produzione di prodotti dolciari vendibili per tutto il periodo dell'anno.
Nell'ottobre 2017, a causa di investimenti ancora non produttivi e non riuscendo a pagare i fornitori e i dipendenti, l'azienda ha chiuso tra le proteste dei dipendenti posti in cassa integrazione. Michele Turco, figlio di Giuseppe Turco, si è offerto di riprendere il controllo della società.
Nel novembre dello stesso anno, grazie ai sei milioni di euro del fondo maltese Abalone, l'azienda ha ripreso a produrre pandori e panettoni per il 25 dicembre e i lavoratori (di cui 90 fissi e 220 stagionali) hanno potuto ricevere gli stipendi non percepiti da settembre.
Nonostante una campagna social per l'acquisto dei prodotti Melegatti al fine di salvare il posto di lavoro dei dipendenti, campagna che porta a un netto incremento delle vendite, il 12 dicembre la proprietà ferma la produzione e mette il personale in cassa integrazione, ma la settimana successiva viene ritirata vista l'alta richiesta dei consumatori e la preparazione di colombe pasquali. Il Gruppo Hausbrandt Trieste 1892 ha messo a garanzia della campagna di Pasqua un assegno da un milione di euro e ha espresso la volontà di acquisire la proprietà dell'azienda, poi non concretizzatasi.
Il 29 maggio 2018 il tribunale di Verona ha dichiarato il fallimento della storica società, a causa di debiti pregressi di circa 50 milioni di euro.
Dopo il fallimento l'azienda è stata aggiudicata, il 28 settembre 2018, dal Tribunale di Verona per 13,5 milioni alla famiglia vicentina Spezzapria, che controllava fino al 2019 Forgital Group.
Il 21 novembre 2018, in vista del Natale e a conclusione delle operazioni di cessione alla famiglia vicentina Spezzapria, riapre lo storico stabilimento veronese.
Nel 2025 l'azienda viene acquisita dalla multinazionale Valeo Foods.

### Il pandoro
Inventato nel 1894, il pandoro nacque da una tradizione natalizia della città di Verona. Un tempo, la notte della Vigilia, le donne veronesi si riunivano per realizzare il "levà", un impasto di farina, latte e lieviti. Melegatti rinnovò la ricetta togliendo le mandorle e i granelli di zucchero, che considerava controproducenti per la lievitazione, e aggiungendo alla ricetta originaria quantità maggiori di burro e uova. L'impasto così realizzato richiede oltre dieci ore di lievitazione e 6-7 cicli di impasto, per un totale di circa 36 ore di lavorazione.
Il dolce ebbe ben presto una folta schiera di imitatori, tanto da suggerire al fondatore la “sfida delle 1000 lire” invitando i pasticcieri che fabbricavano un dolce simile al suo a divulgare la vera ricetta del Pandoro in cambio del premio ma nessun pasticciere si presentò.
Conosciuto al giorno d'oggi come dolce tipico natalizio, in origine il pandoro era però considerato un dolce da mangiarsi tutto l'anno, in particolare la domenica e in altri giorni di festa. Apprezzato da subito, il pandoro diede un forte impulso alla crescita di Melegatti.
La tradizione veronese fa risalire il dolce alla specialità natalizia detta nadalin, creata per celebrare il primo Natale dopo l'investitura dei nobili Della Scala a signori di Verona nel 1277, ma le ipotesi sulle antiche origini del pandoro sono varie. C'è chi lo fa discendere dal pane di Vienna, dalla consistenza vellutata simile a quella delle brioche francesi. Altri invece lo associano alla tradizione veneziana del pan de oro, un dolce conico ricoperto da sottili foglie d'oro.

## Campagne promozionali
Dagli anni settanta l'azienda produsse campagne promozionali diffuse a livello nazionale in televisione, in radio e sui giornali con testimonial come Franca Valeri, Bud Spencer, Angela Finocchiaro e altri volti del mondo dello spettacolo, abbinate a un concorso in cui, inviando la cartolina posta nella scatola dei prodotti, si partecipava all'estrazione di svariati premi di alto valore, persino automobili e pellicce.

## Premi e riconoscimenti
- marchio ISO 9002 e  "Premio della Qualità", conferito dall'Associazione Industriali della provincia di Verona, 2002.

## Sponsorizzazioni
Nel 2010 ha preso il via la prima edizione della "Melegatti Golf Cup", torneo golfistico nel quale le gare si svolgono con formula Stableford a 18 buche. Alla prima edizione del torneo sono seguite quella del 2011 e del 2012.
Nel 2012 Melegatti è diventata sponsor dei "Mastini", squadra emergente di football americano di Verona.
Nel 2013, per l'evento di Mountain Bike "24h della Serenissima" a Barbarano Vicentino, è stato indetto il 1° Trofeo Melegatti.
Nel 2014 Melegatti è stato Sponsor Ufficiale del "Lasciami Entrare Live Tour" di Valerio Scanu, protagonista dello spot dei croissant Granleggeri, al quale è stato associato anche il concorso "VStaff per un Giorno", il quale dava la possibilità di passare un'intera giornata con l'artista durante l'ultima tappa del tour a Saint Moritz.

## Iniziative benefiche
Dal 2011 al 2014 la collaborazione con la Fondazione Rosangela D'Ambrosio, nata per aiutare i bambini dell'India, ha previsto la realizzazione di pandori in edizione limitata il cui ricavato della vendita è stato devoluto alla causa portata avanti dall'onlus.